# محمود طه جوك
محمود طه جوك (بالبولندية: Mahmud Taha Żuk). هو عالم دين شيعي بولندي. وهو مؤسس المعهد الإسلامي في بولندا. وشارك في تأسيس الحوار بين المسلمين والمسيحيين في بولندا. وقد ترجم عدد من الكتب الإسلامية إلى اللغة البولندية. من أعماله:
- Glosa do Koranu
- Wassan Girej-Dżabagi i Dżennet Dżabagi-Skibniewska w służbie islamu i narodu
- Wydawca kwartalnika Al-Islam [1]